# Marco Koorman
Marco Koorman (Hoogeveen, 31 augustus 1967) is een Nederlands voormalig voetballer die onder contract stond bij FC Groningen, sc Heerenveen, BV Veendam, De Graafschap en FC Zwolle. Hij speelde als middenvelder. Nadien werd hij trainer. Ook zijn zoon Jarni Koorman werd voetballer.

## Statistieken
| Seizoen | Club            | Land      | Competitie     | Wed. | Goals |
| ------- | --------------- | --------- | -------------- | ---- | ----- |
| 1987/88 | → sc Heerenveen | Nederland | Eerste divisie | 35   | 3     |
| 1988/89 | FC Groningen    | Nederland | Eredivisie     | 29   | 1     |
| 1989/90 | FC Groningen    | Nederland | Eredivisie     | 15   | 1     |
| 1990/91 | BV Veendam      | Nederland | Eerste divisie | 18   | 2     |
| 1991/92 | BV Veendam      | Nederland | Eerste divisie | 26   | 4     |
| 1992/93 | BV Veendam      | Nederland | Eerste divisie | 13   | 0     |
| 1992/93 | → De Graafschap | Nederland | Eerste divisie | 9    | 0     |
| 1993/94 | FC Zwolle       | Nederland | Eerste divisie | 23   | 3     |
| 1994/95 | FC Zwolle       | Nederland | Eerste divisie | 24   | 3     |
| Totaal  | Totaal          | Totaal    | Totaal         | 192  | 17    |